# Popis pokrajina i teritorija Kanade po površini
Ovo je popis pokrajina i teritorija Kanade po površini. Kanada ima deset pokrajina i tri teritorija. Po ukupnoj površini Kanada je druga po veličini zemlja na svijetu, dok je po kopnenoj površini četvrta. Što se tiče slatkovodne površine Kanada je prva u svijetu.

## Popisi

### Kopnena površina
| Rang   | Ime i zastava             | Kopnena površina (km²) | Kopnena površina (mi²) | Postotak u nacionalnoj kopnenoj površini |
| ------ | ------------------------- | ---------------------- | ---------------------- | ---------------------------------------- |
| 1.     | Nunavut                   | 1.936.113              | 747.551                | 21,3 %                                   |
| 2.     | Québec                    | 1.365.128              | 527.088                | 15,0 %                                   |
| 3.     | Sjeverozapadni teritoriji | 1.183.085              | 456.800                | 13,0 %                                   |
| 4.     | Britanska Kolumbija       | 925.186                | 357.216                | 10,4 %                                   |
| 5.     | Ontario                   | 917.741                | 354.348                | 10,1 %                                   |
| 6.     | Alberta                   | 642.317                | 275.000                | 7,1 %                                    |
| 7.     | Saskatchewan              | 591.670                | 228.449                | 6,5 %                                    |
| 8.     | Manitoba                  | 553.556                | 213.733                | 6,1 %                                    |
| 9.     | Yukon                     | 474.391                | 183.167                | 5,2 %                                    |
| 10.    | Newfoundland i Labrador   | 373.872                | 144.355                | 4,1 %                                    |
| 11.    | Novi Brunswick            | 71.450                 | 27.587                 | 0,8 %                                    |
| 12.    | Nova Škotska              | 53.338                 | 20.594                 | 0,6 %                                    |
| 13.    | Otok princa Edwarda       | 5660                   | 2185                   | 0,1 %                                    |
| Ukupno | Kanada                    | 9.093.507              | 3.511.085              | 100,0 %                                  |

### Slatkovodna površina
Slatkovodna površina sastoji se od svih kanadskih rijeka, jezera i umjetnih jezera. 
| Rang   | Naziv i zastava           | Vodena površina (km²) | Vodena površina (mi²) | Vodena površina kao postotak ukupne površine | Postotak u nacionalnoj slatkovodnoj površini |
| ------ | ------------------------- | --------------------- | --------------------- | -------------------------------------------- | -------------------------------------------- |
| 1.     | Québec                    | 176.928               | 68.313                | 11,5 %                                       | 19,9 %                                       |
| 2.     | Sjeverozapadni teritoriji | 163.021               | 62.944                | 12,1 %                                       | 18,3 %                                       |
| 3.     | Ontario                   | 158.654               | 61.258                | 14,7 %                                       | 17,8 %                                       |
| 4.     | Nunavut                   | 157.077               | 60.649                | 7,5 %                                        | 17,6 %                                       |
| 5.     | Manitoba                  | 94.241                | 36.387                | 14,5 %                                       | 10,6 %                                       |
| 6.     | Saskatchewan              | 59.366                | 22.922                | 9,1 %                                        | 6,7 %                                        |
| 7.     | Newfoundland i Labrador   | 31.340                | 12.101                | 7,7 %                                        | 3,5 %                                        |
| 8.     | Britanska Kolumbija       | 19.549                | 7548                  | 2,1 %                                        | 2,2 %                                        |
| 9.     | Alberta                   | 19.531                | 7541                  | 3,0 %                                        | 2,2 %                                        |
| 10.    | Yukon                     | 8052                  | 3109                  | 1,7 %                                        | 0,9 %                                        |
| 11.    | Nova Škotska              | 1946                  | 751                   | 3,5 %                                        | 0,2 %                                        |
| 12.    | Novi Brunswick            | 1458                  | 563                   | 2,0 %                                        | 0,2 %                                        |
| 13.    | Otok princa Edwarda       | 0                     | 0                     | 0,0 %                                        | 0,0 %                                        |
| Ukupno | Kanada                    | 891.163               | 344.086               | 8,9 %                                        | 100,0 %                                      |

### Ukupna površina
Ukupna površina pokrajine ili teritorija je zbroj kopnene površine i slatkovodne površine.
| Rang   | Naziv i zastava           | Ukupna površina (km²) | Ukupna površina (mi²) | Postotak ukupne državne površine |
| ------ | ------------------------- | --------------------- | --------------------- | -------------------------------- |
| 1.     | Nunavut                   | 2.093.190             | 808.199               | 21,0 %                           |
| 2.     | Québec                    | 1.542.056             | 595.402               | 15,4 %                           |
| 3.     | Sjeverozapadni teritoriji | 1.346.106             | 519.744               | 13,5 %                           |
| 4.     | Ontario                   | 1.076.395             | 415.606               | 10,8 %                           |
| 5.     | Britanska Kolumbija       | 944.735               | 364.771               | 9,5 %                            |
| 6.     | Alberta                   | 661.848               | 255.545               | 6,6 %                            |
| 7.     | Saskatchewan              | 651.036               | 251.371               | 6,5 %                            |
| 8.     | Manitoba                  | 647.797               | 250.120               | 6,5 %                            |
| 9.     | Yukon                     | 482.443               | 186.276               | 4,8 %                            |
| 10.    | Newfoundland i Labrador   | 405.212               | 156.456               | 4,1 %                            |
| 11.    | Novi Brunswick            | 72.908                | 28.150                | 0,7 %                            |
| 12.    | Nova Škotska              | 55.284                | 21.346                | 0,6 %                            |
| 13.    | Otok princa Edwarda       | 5660                  | 2185                  | 0,1 %                            |
| Ukupno | Kanada                    | 9.984.670             | 3.855.171             | 100,0 %                          |

## Poveznice
- Popis pokrajina i teritorija Kanade po broju stanovnika
- Popis pokrajina i teritorija Kanade po bruto domaćem proizvodu